# Castelnuovo Berardenga
Castelnuovo Berardenga är en ort och kommun i provinsen Siena i regionen Toscana i Italien. Kommunen hade 9 112 invånare (2018).